# Apolochus delacaya
Apolochus delacaya är en kräftdjursart som först beskrevs av Harold Hall McKinney 1978.  Apolochus delacaya ingår i släktet Apolochus och familjen Amphilochidae. Inga underarter finns listade i Catalogue of Life.